# Еребангу
Еребангу (порт. Erebango) — муніципалітет у Бразилії. Входить до складу штату Ріу-Гранді-ду-Сул.
Складова частина мезорегіону Північний Захід штату Ріу-Гранді-ду-Сул. Входить в економіко-статистичний мікрорегіон Ерешин.
Місто засноване 11 квітня 1988 року.

## Населення і площа
Населення становить 2970 осіб на 2010 рік.
Займає площу 151,775 км². Щільність населення — 19,0 осіб/км².

## Статистика
- Валовий внутрішній продукт на 2003 становить 44.590.584,00 реалів (дані: Бразильський інститут географії і статистики).
- Валовий внутрішній продукт на душу населення на 2003 становить 15.120,58 реалів (дані: Бразильський інститут географії і статистики).
- Індекс людського розвитку на 2000 становить 0,781 (дані: Програма розвитку ООН).